# Geschiedenis van FC Groningen
FC Groningen, en zijn voorloper GVAV, kennen een lange geschiedenis.

## Geschiedenis

### GVAV
FC Groningen werd in 1971 opgericht als opvolger van GVAV. De amateurafdeling van GVAV bleef bestaan en ging zelfstandig verder. FC Groningen zou vanaf 1971 de profclub voor de gehele stad worden, met een tenue in de stadskleuren: groen en wit. Bij de invoering van het betaald voetbal in Nederland in de jaren vijftig traden meerdere verenigingen uit Groningen toe tot de nieuwe betaalde klassen. GVAV was toen zeker niet de meest succesrijke club in Groningen, maar op dat moment wel de vereniging op het hoogste niveau. Concurrenten als Oosterparkers en Velocitas moesten het betaald voetbal experiment al snel opgeven, waardoor alleen Be Quick binnen Groningen overbleef als opponent. Waar Be Quick zich niet wist te ontworstelen uit de toenmalige Tweede Divisie slaagde GVAV er in 1960 in de eredivisie te bereiken.

#### Prestaties
GVAV is in de jaren zestig een redelijke middenmoter. De punten worden vooral behaald in het eigen Oosterparkstadion en af en toe ook daarbuiten. Legendarisch zijn de 3-1 zege uit tegen Feyenoord (13 november 1960) de 3-1 tegen Ajax op 15 november 1964 (de debuutwedstrijd van Johan Cruijff) en de 1-0 overwinning bij Ajax op 23 april 1967, met een heldenrol voor doelman Tonny van Leeuwen. Minder positief, maar evenzeer memorabel was de 7-4 nederlaag tegen Feyenoord op 24 september 1961, na een 4-1 voorsprong bij de rust.

#### Trots van het Noorden
De bijnaam Trots van het Noorden, die FC Groningen nog steeds heeft, dateert uit de periode waarin de club de enige Noordelijke club in de eredivisie was. De aanhang van toenmalig GVAV kwam in deze periode uit heel Noord-Nederland. Bij thuiswedstrijden in het Oosterpark reden er bussen vanuit Heerenveen en Emmen naar het stadion.

##### Overige bijnamen
Naast de Trots van het Noorden worden er ook andere bijnamen gebruikt, deze zijn: De FC, FC Grunn(en), Boeren (Farmers), Green White Army en groen-witten. Deze bijnamen worden echter voornamelijk gebruikt door supporters en niet zo zeer door de media. Supporters gebruiken de bijnamen bijvoorbeeld in liederen om het team aan te moedigen.

#### Einde GVAV
Tegen het einde van de jaren zestig begint GVAV af te glijden, niet in het minst door de verdedigende spelopvatting van de Oostenrijkse trainer Ludwig Veg, vooral in uitwedstrijden. Het imago van GVAV kwam hierdoor in die jaren onder druk te staan, ook binnen de eigen aanhang. In 1970 volgt in de laatste wedstrijd van het seizoen degradatie door een nederlaag tegen DOS (uitslag 0-1), waar een gelijkspel nog net genoeg geweest zou zijn voor lijfsbehoud. Het daaropvolgende seizoen 1970-1971 promoveerde de club meteen weer naar de eredivisie.

### FC Groningen
Bij de oprichting startte de club in de Eredivisie, maar na drie jaar volgde na een 2-1 thuisnederlaag tegen PSV op de laatste wedstrijddag opnieuw degradatie. Na één seizoen werd via de nacompetitie bijna promotie bereikt. Daarna volgden een aantal troosteloze jaren. In 1980 bereikte men uiteindelijk wel promotie naar de Eredivisie, omdat de club kampioen van de Eerste divisie was geworden. Sinds 2006 kent de club betere tijden, de club eindigde elk seizoen in het linkerrijtje van de Eredivisie, oftewel plaats 1 tot en met 9. Sinds het bestaan van de Play-offs voor Europees voetbal deed de club elk seizoen mee. Door deze prestatie wordt FC Groningen in het algemeen beschouwd als subtopper van de Eredivisie.

#### Europees voetbal
Door de aanjager Jan van Dijk en het talent van Ronald en Erwin Koeman werd in het seizoen 1982-1983 voor het eerst Europees voetbal bereikt. Er werd onder andere een legendarische overwinning behaald op Atlético Madrid. Berucht zijn ook de beide daaropvolgende wedstrijden tegen Internazionale, niet zozeer de met 2-0 gewonnen thuiswedstrijd, als wel de return in Bari (5-1 verlies), waar men zich door de agressieve entourage ernstig geïntimideerd voelde. Door trainer Han Berger verspreide beweringen over omkopingspogingen via de duistere voetbalmakelaar Apollonius Konijnenburg in vermeende opdracht van Internazionale konden evenwel nooit hard gemaakt worden. In de jaren daarna bleef Groningen een stevige middenmoter.
Na vier wedstrijden in het seizoen 1987-1988 werd toenmalig trainer Rob Jacobs ontslagen en vervangen door het trainersduo Henk van Brussel en Martin Koeman. Via de nacompetitie werd een plaats in de UEFA-cup behaald. Na de laatste wedstrijd, een 1-1 gelijkspel in Enschede tegen FC Twente, werd trainer Van Brussel op de schouders van het veld gedragen. Toch werd zijn contract niet verlengd; het volgende seizoen werd zijn plaats ingenomen door Hans Westerhof. Onder zijn leiding trad Groningen aan tegen oude bekende, Atletico Madrid, en won opnieuw. Thuis werd het 1-0 en uit was een 2-1-nederlaag voldoende voor plaatsing voor de tweede ronde. Theo ten Caat werd de held van Madrid. In de tweede ronde werd Servette Genève verslagen waarna FC Groningen in de derde rond sneuvelde tegen het veel sterkere VFB Stuttgart onder leiding van trainer Arie Haan.
```
Groningen in Europa
```

#R = # ronde, Groep = groepsfase, 1/8 = achtste finale,
PUC = punten UEFA coëfficiënten,
* is een thuiswedstrijd

##### GVAV in Europa
| Seizoen | Competitie    | Ronde | Land                 | Club            | Score     | PUC |
| ------- | ------------- | ----- | -------------------- | --------------- | --------- | --- |
| 1967    | Intertoto Cup | Groep | Vlag van Frankrijk   | Lille OSC       | 1-3*, 1-2 | 0.0 |
|         |               |       | Vlag van Zwitserland | FC Sion         | 1-0*, 1-3 | 0.0 |
|         |               |       | Vlag van België      | Beerschot VAC   | 0-0*, 1-1 | 0.0 |
| 1969    | Intertoto Cup | Groep | Vlag van Denemarken  | BK Frem         | 2-2*, 2-0 | 0.0 |
|         |               |       | Vlag van Tsjechië    | Dukla Pardubice | 1-2*, 1-2 | 0.0 |
|         |               |       | Vlag van Oostenrijk  | Linzer ASK      | 1-0*, 0-0 | 0.0 |

##### FC Groningen in Europa
| Seizoen | Competitie    | Ronde | Land                                    | Club                  | Score                 | PUC    |
| ------- | ------------- | ----- | --------------------------------------- | --------------------- | --------------------- | ------ |
| 1983/84 | UEFA Cup      | 1R    | Vlag van Spanje                         | Atlético Madrid       | 1-2 , 3-0*            | 4.0    |
|         |               | 1/8   | Vlag van Italië                         | Inter Milan           | 2-0*, 1-5 in Bari     | 4.0    |
| 1986/87 | UEFA Cup      | 1R    | Vlag van Ierland                        | Galway United         | 5-1*, 3-1 in Carraroe | 8.0    |
|         |               | 2R    | Vlag van Zwitserland                    | Neuchâtel Xamax       | 0-0*, 1-1             | 8.0    |
|         |               | 1/8   | Vlag van Portugal                       | Vitória Guimarães     | 1-0*, 0-3             | 8.0    |
| 1988/89 | UEFA Cup      | 1R    | Vlag van Spanje                         | Atlético Madrid       | 1-0*, 1-2             | 5.0    |
|         |               | 2R    | Vlag van Zwitserland                    | Servette Genève       | 2-0*, 1-1             | 5.0    |
|         |               | 1/8   | Vlag van Duitsland                      | VfB Stuttgart         | 1-3*, 0-2             | 5.0    |
| 1989/90 | Europacup II  | 1R    | Vlag van Denemarken                     | Ikast FS              | 1-0*, 2-1             | 6.0    |
|         |               | 1/8   | Vlag van Joegoslavië                    | Partizan Belgrado     | 4-3*, 1-3             | 6.0    |
| 1991/92 | UEFA Cup      | 1R    | Vlag van Duitse Democratische Republiek | Rot-Weiß Erfurt       | 0-1*, 0-1             | 0.0    |
| 1992/93 | UEFA Cup      | 1R    | Vlag van Hongarije                      | Vác FC-Samsung        | 0-1, 1-1*             | 1.0    |
| 1995    | Intertoto Cup | Groep | Vlag van Tsjechië                       | FC Boby Brno Unistav  | 2-1                   | 0.0    |
|         |               | Groep | Vlag van Bulgarije                      | Etar Veliko Tarnovo   | 3-0*                  | 0.0    |
|         |               | Groep | Vlag van België                         | KSK Beveren           | 2-2                   | 0.0    |
|         |               | Groep | Vlag van Roemenië                       | Ceahlăul Piatra Neamț | 0-0*                  | 0.0    |
| 1996    | Intertoto Cup | Groep | Vlag van Turkije                        | Gaziantepspor         | 1-1*                  | 0.0    |
|         |               | Groep | Vlag van Estland                        | JK Trans Narva        | 4-1                   | 0.0    |
|         |               | Groep | Vlag van Hongarije                      | Vasas SC              | 1-1*                  | 0.0    |
|         |               | Groep | Vlag van België                         | Lierse SK             | 1-2                   | 0.0    |
| 1997    | Intertoto Cup | Groep | Vlag van Servië en Montenegro           | NK Cukaricki Belgrado | 1-0*                  | 0.0    |
|         |               | Groep | Vlag van Bulgarije                      | Spartak Varna         | 2-0                   | 0.0    |
|         |               | Groep | Vlag van Roemenië                       | Gloria Bistriţa       | 4-1*                  | 0.0    |
|         |               | Groep | Vlag van Frankrijk                      | Montpellier HSC       | 0-3                   | 0.0    |
| 2006/07 | UEFA Cup      | 1R    | Vlag van Servië                         | Partizan Belgrado     | 2-4, 1-0*             | 2.0    |
| 2007/08 | UEFA Cup      | 1R    | Vlag van Italië                         | Fiorentina            | 1-1*, 1-1 ns (3-4)    | 2.0    |
| 2014/15 | UEFA Cup      | 2R    | n.n.b.                                  | n.n.b.                | n.n.b.                | n.n.b. |

Totaal aantal punten voor UEFA Coëfficiënten: 28.0

#### Finale KNVB beker
In het seizoen 1988-1989 werd de achtste finale in het EC III toernooi behaald. In hetzelfde seizoen werd een nieuw hoogtepunt bereikt door de finale van de KNVB beker te bereiken waarin met 4-1 werd verloren van PSV. Het seizoen 1990-91 was het meest succesvolle seizoen tot nu toe van FC Groningen. Tot vier wedstrijden voor het einde streed Groningen voor het kampioenschap, maar op het einde gooiden schorsingen en blessures roet in het eten.

#### Degradatie
Na het seizoen 1990-1991 ging het bergafwaarts met de prestaties van FC Groningen en in het seizoen 1997-1998 degradeerde de club na 18 jaar op het hoogste niveau te hebben gespeeld. Het volgende seizoen werd Groningen tweede in de Eerste divisie en volgde nacompetitie. Op de laatste speeldag moest een wedstrijd tegen Sparta beslissen wie in de Eredivisie zou spelen. Groningen verloor deze wedstrijd op ongelukkige wijze.

#### Promotie
Een jaar later werd het doel toch bereikt tegen en in Emmen. De daaropvolgende huldiging werd bijgewoond door duizenden FC Groningen-supporters. FC Groningen was weer terug op het hoogste niveau. In het seizoen 2000-2001 werd nacompetitie ontweken. In hetzelfde seizoen stond het grootste Groningse talent na Klaas Nuninga, Erwin en Ronald Koeman op: Arjen Robben. De daaropvolgende seizoenen werd FC Groningen weer een stabiele middenmoter.

#### Periode Ron Jans (2002-2010)
Op 22 oktober 2002 volgde Ron Jans Dwight Lodeweges op als trainer van FC Groningen. Tot en met 2005 speelde FC Groningen zijn wedstrijden in het Oosterparkstadion in de Oosterparkwijk. Op 22 december 2005 nam de club afscheid van dit stadion met een 3-0 bekerzege tegen FC Volendam.

#### Euroborg

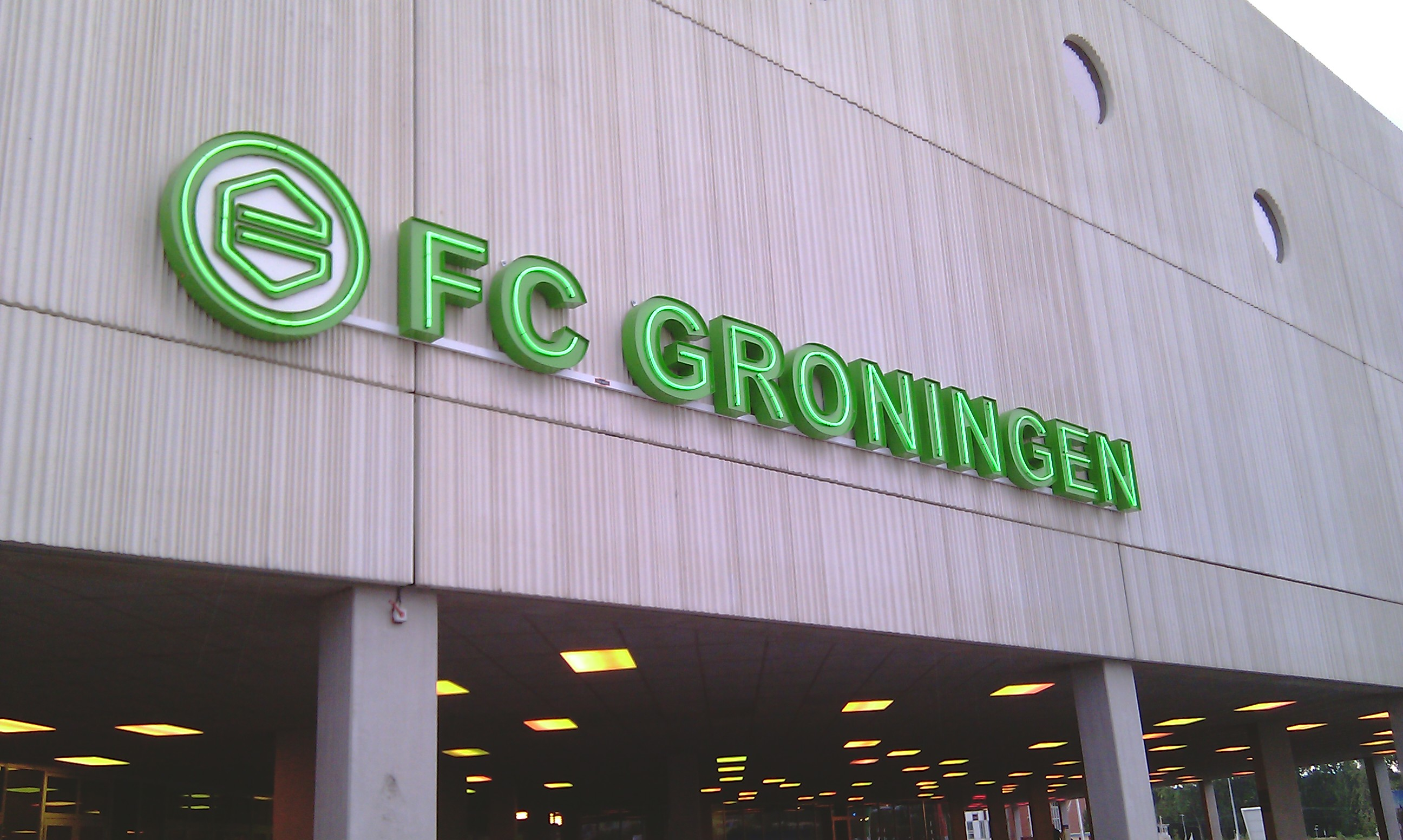
FC Groningen op de gevel van de Euroborg in neonverlichting

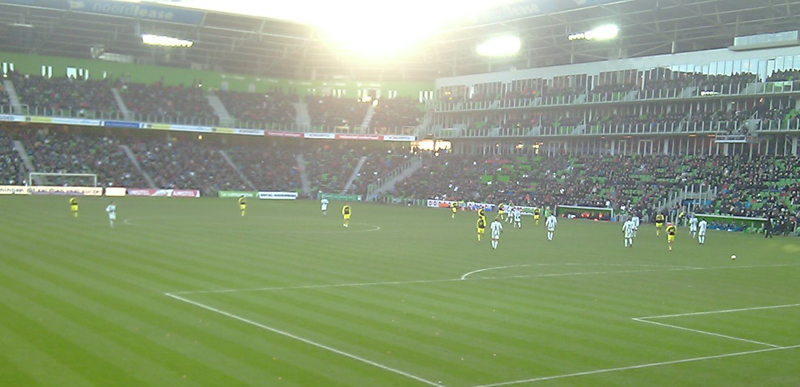
Euroborg tijdens een wedstrijd

Vanaf 2003 werd er gebouwd aan een nieuw stadion, de Euroborg, aan de oostkant van de stad, op de plaats van de enkele jaren daarvoor afgebroken elektriciteitscentrale. Het stadion heeft een capaciteit van 22.329 zitplaatsen (waarvan 500 plaatsen in de skyboxen). Op 7 januari 2006 werd het stadion geopend met een testwedstrijd tegen BV Veendam, deze werd gewonnen door FC Groningen met 5-0.
De tweede wedstrijd die in de Euroborg werd gespeeld, was de officiële feestelijke opening tegen aartsrivaal sc Heerenveen, na eerder in het seizoen met 4-0 te hebben verloren waren nu de rollen omgekeerd en won FC Groningen met 2-0. Hetzelfde seizoen (2005-2006) was een mooi seizoen voor FC Groningen (en eveneens eerste jaar van de play-offs). FC Groningen werd vijfde waardoor het meestreed voor voorronde Champions League. Na AZ verslagen te hebben versloeg Ajax FC Groningen in de laatste minuten waardoor het de voorronde voor de Champions League net misliep, maar zich wel kwalificeerde voor de UEFA Cup voor het seizoen 2006-2007. In 2005-2006 eindigde FC Groningen officieel op de 3e plaats (klassement na play offs).
In de UEFA Cup werd FC Groningen gekoppeld aan Partizan Belgrado. De eerste wedstrijd werd in Belgrado met 4-2 verloren. In de thuiswedstrijd werd vervolgens met 1-0 gewonnen, door een penalty, gescoord door Koen van de Laak. De 1-0 was niet genoeg voor de groepsfase van de UEFA Cup.
In het seizoen 2007-2008 werd Groningen gekoppeld aan Fiorentina in de UEFA Cup. De eerste wedstrijd werd 1-1 en ook uit werd het een 1-1 gelijkspel, waarna Fiorentina met 4-3 na strafschoppen wist te winnen.
In het seizoen 2008-2009 eindigde FC Groningen op een 6de plaats. In de eerste helft van het seizoen heeft de club lange tijd bovenaan de ranglijst gestaan.
In dit seizoen werd tevens een clubrecord gehaald: de club kreeg slechts 36 tegentreffers in de eredivisie, dat is 1 goal minder dan het oude record.
Tevens werd een oud record geëvenaard. Keeper Luciano hield, net als ooit Patrick Lodewijks, in 17 wedstrijden zijn doel schoon.
Ook is hij de winnaar geworden van de Zilveren Schoen in het door de Telegraaf georganiseerde klassement Voetballer van het Jaar. Luciano eindigde achter AZ-spits en topscorer Mounir El Hamdaoui en voor FC Twente-speler Eljero Elia.
Dankzij de zesde plaats plaatste FC Groningen zich voor de play-offs om een ticket voor de UEFA Europa League (voorheen UEFA-cup).
Omdat Groningen van de vier deelnemende clubs het hoogst op de ranglijst staat heeft de club het thuisvoordeel. Deze serie is een best of three.
De eerste serie wedstrijden werd gespeeld tegen FC Utrecht, te beginnen op zaterdag 16 mei 2009. Deze wedstrijd eindigde in 3-3 waarvan alle drie Groningse treffers werden gescoord door Marcus Berg, vijf dagen later won FC Groningen met duidelijke cijfers namelijk 4-0 en daarmee werd de finale bereikt waarin NAC Breda de tegenstander zou zijn. Op 28 mei werd eerst in Breda gespeeld en werd het 1-1, drie dagen later was de return in Euroborg en kon FC Groningen bij winst Europees voetbal halen maar het werd 2-0 voor NAC Breda.
In het seizoen 2009-2010 eindigde FC Groningen op een 8e plaats en bereikte het voor de vijfde keer op rij de play-offs (sinds de invoering van de play-offs ontbrak Groningen nooit). Het seizoen begon voor de FC erg moeizaam en lange tijd stond de club maar net boven de streep maar na de winterstop begon FC Groningen met een prima inhaalrace waardoor alsnog de play-offs werden bereikt. Tevens werd na lange tijd weer eens uit gewonnen van Heerenveen. In de play-offs werd de FC alweer gekoppeld aan FC Utrecht maar dit jaar moest FC Groningen de meerdere erkennen aan de Domstedelingen en werd het in de eerste ronde uitgeschakeld na een 3-1 uitnederlaag (doelpunt Matavz) en 2-0 thuisnederlaag.

#### Vertrek Ron Jans
Op 11 november 2009 heeft Ron Jans in overleg met de clubleiding van FC Groningen besloten, dat zijn achtste seizoen, tevens zijn laatste seizoen zal zijn. Ron Jans was belangrijk voor FC Groningen in de afgelopen jaren, mede dankzij Jans is Groningen een stabiele middenmoter geworden de afgelopen seizoenen. Op 23 oktober 2008 was Ron Jans officieel de langstzittende trainer van FC Groningen. Theo Verlangen was hiervoor de langstzittende trainer, hij was zes jaar lang trainer van FC Groningen van 1 juli 1977 tot 30 juni 1983. Daarnaast was Jans ook de langstzittende trainer in de eredivisie, bij de wedstrijd tegen Vitesse op 12 april 2009 zat Jans voor de 226e keer op de bank bij FC Groningen.
Ondanks zijn vertrek wil Jans benadrukken dat hij het bij FC Groningen nog steeds heel goed naar zijn zin heeft. "De jaren bij FC Groningen zijn de mooiste in mijn voetballeven. Daar ben ik de club enorm dankbaar voor." Na zijn afscheid in de laatste thuiswedstrijd van het seizoen, vertrok Jans naar sc Heerenveen, de rivaal onder de supporters van FC Groningen, waar hij een contract heeft getekend voor twee jaar.

#### Periode Pieter Huistra
Op 22 december 2009 werd bekend dat Ron Jans zou worden opgevolgd voor Pieter Huistra. Huistra, oud-speler van onder andere FC Groningen, FC Twente en Glasgow Rangers, had tot zijn debuut bij FC Groningen nog nooit als trainer op het hoogste niveau gediend. Hiervoor had hij gewerkt als trainer voor de jeugd van FC Groningen, de beloften van Ajax en had hij gewerkt als assistent trainer bij Ajax en Vitesse.
Onder Huistra beleefde Groningen de beste seizoensstart in de geschiedenis van FC Groningen. Na 17 speelronden stond Groningen derde met 33 punten. Groningen stond hiermee onder PSV en FC Twente. Na 19 speelronden ging Groningen de winterstop in met 37 op een derde plaats.
Onder Huistra maakte FC Groningen zich bekend als een ploeg die thuis onverslaanbaar was. In tien thuiswedstrijden werd er eenmaal gelijk gespeeld. Alle andere wedstrijden werden gewonnen. Onder Huistra kwamen profileerden een aantal spelers zich. Een voorbeeld hiervan is Gonzalo García. Onder Ron Jans was deze speler afgeschreven en verhuurd aan VVV-Venlo. Onder Huistra werkte García zich tot een basisspeler en een favoriet onder het publiek. Een prachtmoment voor de gehele club was de rentree van Petter Andersson welke terugkwam van een twee jaar durende blessure. Zijn eerste basisplaats werd bekroond met een prachtig doelpunt. Een slecht moment voor de club was de kruisbandblessure voor Koen van de Laak. Van de Laak had de pech dat hij op dat moment bijna aan het eind van zijn contractperiode was.

#### Vijf jaar Euroborg
In de winterstop van het Eredivisie seizoen 2010-2011, was het op 13 januari 2011 exact vijf jaar geleden dat FC Groningen zijn eerste wedstrijd speelde in de Euroborg. In totaal zijn er 102 wedstrijden wedstrijden gespeeld door FC Groningen in de Euroborg. Hiervan waren:
- 86× Competitiewedstrijden
- 9× Play-offwedstrijden
- 5× Bekerwedstrijden
- 2× Europese wedstrijden

In deze 102 wedstrijden zijn de volgende resultaten behaald:
- 61 keer gewonnen
- 14 keer gelijkspel
- 27 keer verloren

Daarnaast mocht FC Groningen in deze periode in totaal 1.950.000 toeschouwers ontvangen.

#### Vervolg seizoen
De eerste thuiswedstrijd na de winterstop werd er voor het eerst in dit seizoen thuis verloren. Dit gebeurde tegen de, op dat moment, regerend landskampioen FC Twente. De twee daaropvolgende competitiewedstrijden tegen aartsrivaal Heerenveen en Willem II werden echter wel gewonnen met respectievelijk 4-1 en 7-1. De overwinning tegen Willem II ging de boeken in als de grootste competitieoverwinning van FC Groningen. Na deze overwinningen ging FC Groningen een negatieve periode tegemoet. Na een teleurstellende wedstrijd tegen de Graafschap volgden vier nederlagen met de duidelijke doelcijfers van 3 voor, 14 tegen. Uiteindelijk eindigde FC Groningen op de vijfde plaats. Dit betekende dat FC Groningen weer, als club met de meeste play-off ervaring, in de play-offs moest spelen. In de eerste wedstrijden werd de club gekoppeld aan Heracles Almelo, de uitwedstrijd werd nipt verloren, maar doordat de thuiswedstrijd werd gewonnen ging Groningen door naar de volgende ronde. In de finaleronde moest Groningen spelen tegen ADO Den Haag. De uitwedstrijd werd verloren met 5-1 en Groningen werd al meteen afgeschreven door de diverse media. De thuiswedstrijd werd echter gewonnen met 5-1, waardoor een verlenging en strafschoppen volgden. Deze werden verloren, maar Groningen kon terug kijken op een goed seizoen.

#### 40-jarige jubileum

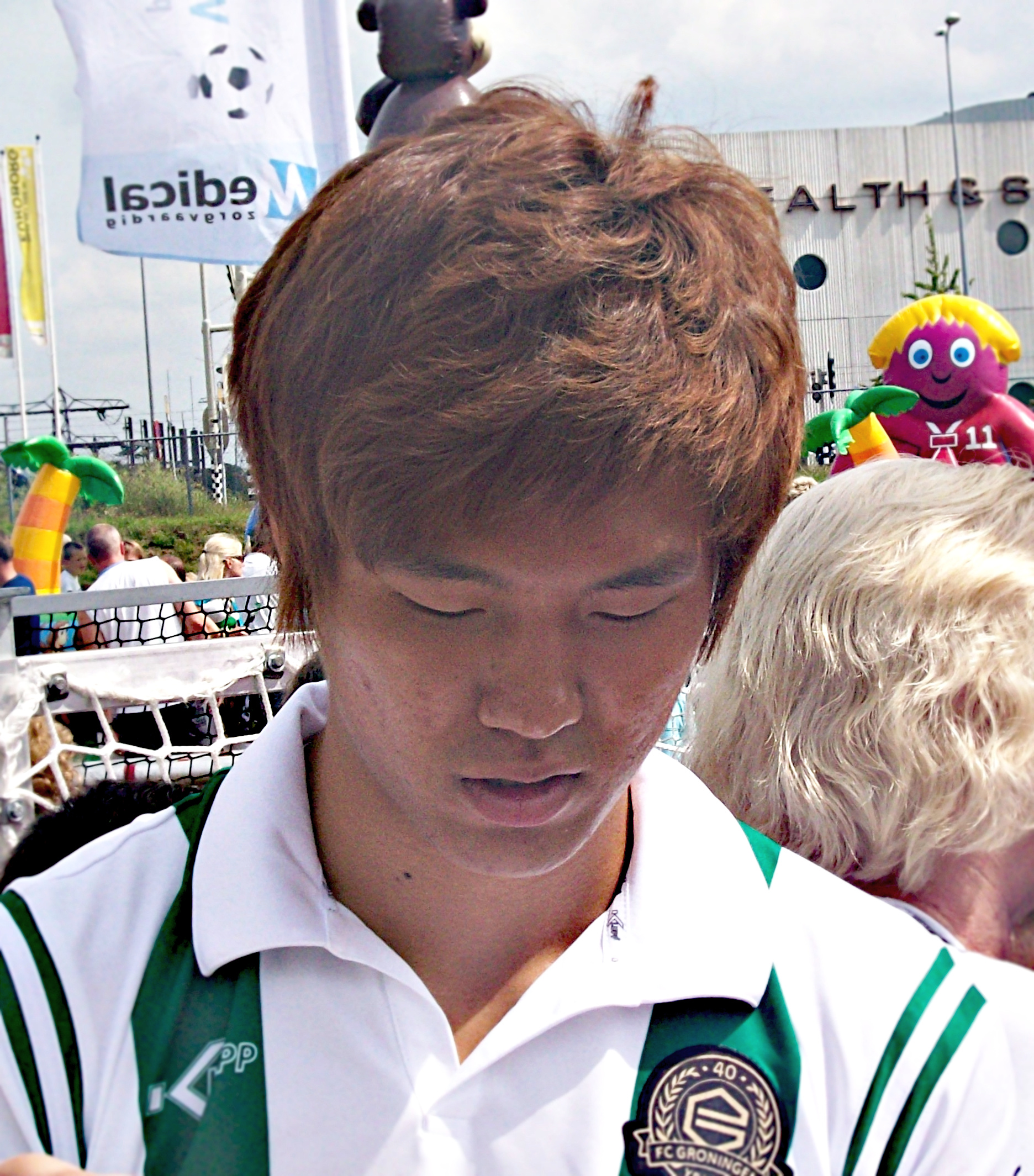
Hyun Jun Suk met het jubileum-embleem op het shirt van 2011/2012

Op 16 juni 2011 bestond FC Groningen precies 40 jaar. De club hield een kleine twee weken daarvoor in de Martiniplaza in Groningen een jubileumfeest. Op dit feest maakte algemeen directeur Hans Nijland bekend dat er een jubileumboek zou worden uitgegeven over 40 jaar FC Groningen. Voorafgaand aan de thuiswedstrijd tegen HSV op 24 juli 2011, werd dit jubileumboek uitgereikt door Johan Derksen aan Ed Zijp (voorzitter van de Raad van Commissarissen), John Schurer (voorzitter van de supportersvereniging), John Schokker (sponsorrelatie) en Otto Roffel (oud-GVAV-doelman). Vanwege het 40-jarig bestaan had de club een speciaal embleem op het tenue in het seizoen 2011-2012.